# Odyssey Marine Exploration

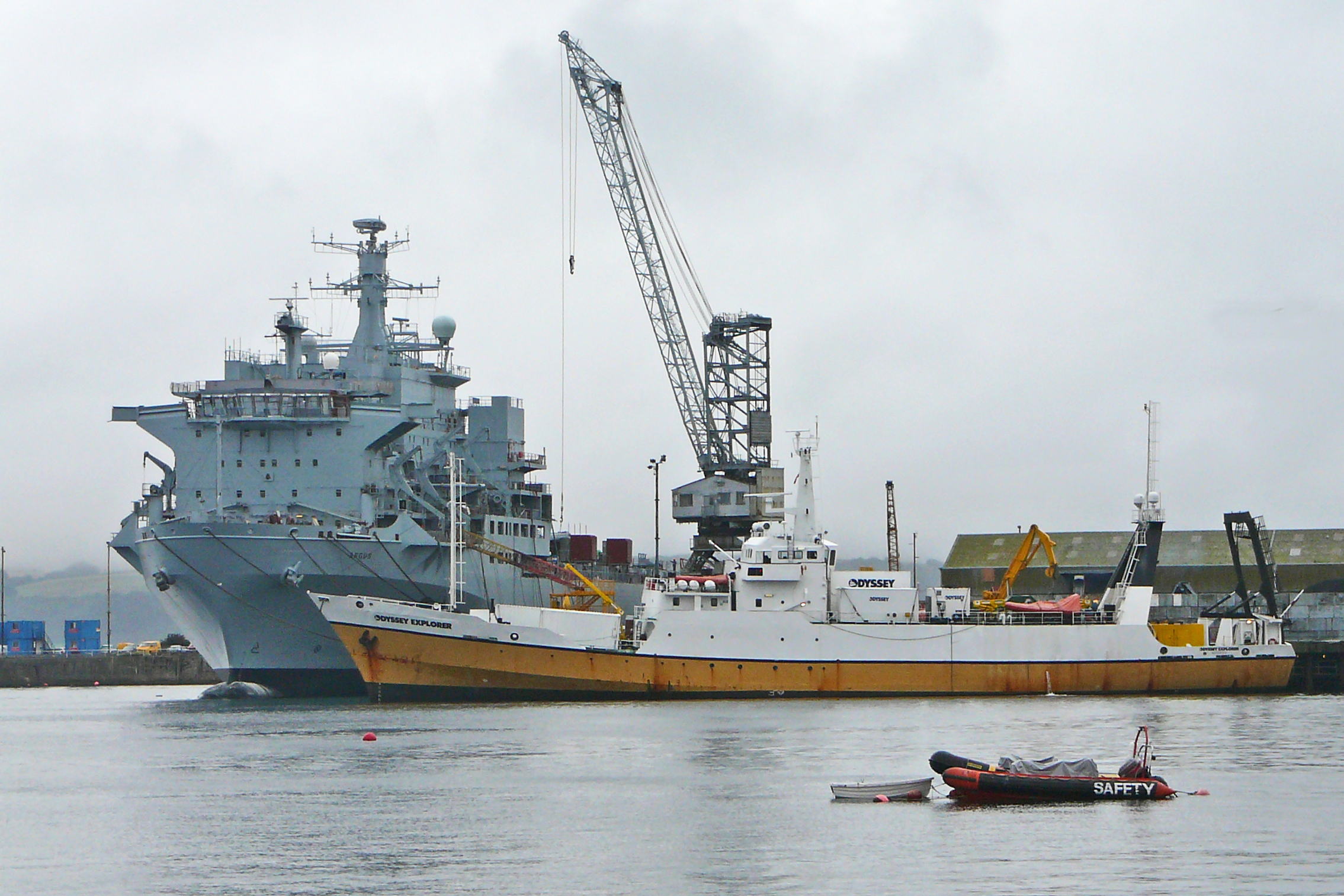
LOdyssey Explorer (au premier-plan) est le navire principal d'Odyssey Marine Exploration.

Odyssey Marine Exploration est une entreprise américaine basée à Tampa, en Floride, spécialisée dans la recherche et l'exploitation d'épaves sous-marines en grande profondeur. Elle utilise de la technologie sophistiquée (robotique, etc.), emploie de nombreux spécialistes, dont des historiens, des archéologues et des juristes. Enfin, elle est cotée au NASDAQ, ce qui lui permet de lever des fonds venant de fonds spéculatifs spécialisés dans les placements risqués.

## Webographie
- Site officiel